# NGC 1150
NGC 1150 è una galassia lenticolare situata nella costellazione dell'Eridano, a una distanza di circa 420 milioni di anni luce dalla nostra Via Lattea.

## Scoperta
La galassia è stata scoperta il 31 dicembre 1885 dall'astronomo statunitense Francis Leavenworth.